# Humoristan
Humoristan és un museu digital dedicat a l'humor gràfic que pertany a la Fundació Gin, una entitat privada sense ànim de lucre. La fundació amb seu a Barcelona, té com a objectiu la promoció, exhibició i difusió de coneixements del que és i el que ha suposat l'humor dibuixat nacional i internacional des de finals del segle xix fins a l'actualitat.
El museu va obrir la seva web en període de proves al juliol de 2015. El dibuixant, escriptor i director de publicacions José Luis Martín n'és l'impulsor. Entre l'equip de redactors del museu podem destacar el noms de coneguts especialistes del món del dibuix com: Josep Maria Cadena, Lluís Solà o Joan Manuel Soldevilla. En el disseny, definició de concepte i consell rector del museu en el període inicial 2015-2016 podíem trobar a Antoni Guiral com a director d'exposicions, Jaume Capdevila Kap com assessor, Azu Micó como editora, Jordi Riera com a director de continguts i JL Martín com a responsable general.
 El museu es va presentar al Saló del Còmic de Barcelona el 6 de maig de 2016, i a la premsa a la Sala de la Caritat de la Biblioteca de Catalunya el dia 16 de juny de 2016.

## Continguts
El museu està dividit en diverses sales o seccions:
- Autors. Biografies i obres dels principals dibuixants que hagin treballat en el camp de l'humor.[9]
- Publicacions. Text explicatiu de revistes satíriques o de publicacions de premsa amb continguts de còmic o de vinyetes d'humor gràfic.[10]
- Exposicions. Mostres dedicades a un autor o tema.[11]
- Series. Personatges ficticis o sèries del món del còmic humorístic.[12]
- Articles. Elaboració pròpia o recuperació d'articles i entrevistes sobre el tema de l'humor dibuixat.[13]
- Notícies. Informació sobre l'actualitat del sector.[14]

## Publicacions
- Un any d'humor gràfic, informe Humoristan 2016. Pdf gratuït de 46 pàgines que recull les publicacions i exposicions centrades en el gènere de l'humor gràfic i el còmic humorístic fetes durant l'any 2016.[15][16]